# Dasyvalgus sebastiani
Dasyvalgus sebastiani är en skalbaggsart som beskrevs av S. Endrödi 1952. Dasyvalgus sebastiani ingår i släktet Dasyvalgus och familjen Cetoniidae. Inga underarter finns listade i Catalogue of Life.